# Daniel Hoeffel
Daniel Hoeffel (Estrasburg, 1929) és un polític alsacià. Diplomat a l'Institut d'Estudis Polítics d'Estrasburg, ha estat alcalde d'Handschuheim del 1965 al 2008, i president de l'Associació d'Alcaldes de França el 2002-2004.
Fou senador pel Baix Rin el 1977-1978 i 1981-2004, ministre de treball en el govern de Raymond Barre (1980-1981), ministre de territoris i col·lecitivitats en el govern d'Édouard Balladour el 1993-1995, vicepresident del senat el 2001-2004, president del Consell General del Baix Rin el 1979-1998.